# Coccophagus ceroplastae
Coccophagus ceroplastae är en stekelart som först beskrevs av Howard 1895.  Coccophagus ceroplastae ingår i släktet Coccophagus och familjen växtlussteklar. Inga underarter finns listade i Catalogue of Life.